# Polonid lithný
Polonid lithný je anorganická sloučenina se vzorcem Li2Po, patřící mezi polonidy.

## Příprava
Polonid lithný lze získat redoxní reakcí vodného roztoku polanu s lithiem nebo neutralizací H2Po silnými lithnými zásadami:
H2Po + 2 Li → Li2Po + H2
Další možností je zahřívání lithia s poloniem na 300–400 °C.

## Struktura
Podobně jako polonid sodný má polonid lithný antifluoritovou strukturu.